# Gare de La Croyère
La gare de La Croyère est une gare ferroviaire belge fermée de la ligne 116 de Manage à La Louvière-Centre, située dans la commune de Manage.
Ouverte en 1856, elle ferme au trafic voyageurs le 3 juin 1984.

## Situation ferroviaire
Établie à 130 m d'altitude, la gare de La Croyère était située au point kilométrique 3,80 de la ligne 116 de Manage à La Louvière-Centre, entre les gares de Bois-d'Haine et de La Louvière-Centre.
Malgré son nom, la gare se situe géographiquement dans la commune de Manage. La Croyère est un quartier de La Louvière à proximité immédiate.

## Histoire
La Société des chemins de fer du Mons-Manage inaugura la ligne entre Manage et La Louvière-Centre le 29 janvier 1848. La gare de La Croyère ouvrira cependant 8 ans plus tard, en 1856, en tant qu'arrêt intermédiaire.[réf. souhaitée]
En 1865, la halte de La Croyère accède au statut de station. Elle reçoit un quai de chargement pour les marchandises. En 1866 et 1873, il est noté que la gare est seulement ouverte au service des marchandises.
Un bâtiment de la gare y est construit en 1880 puis remplacé après 1895.
À la suite de l'application du plan IC-IR, réforme de l'offre de transport des voyageurs de la SNCB consistant à instaurer une desserte cadencée et fermer les gares et points d'arrêts les moins fréquentés, la gare ferme aux voyageurs le 3 juin 1984. Une desserte marchandises a persisté mais a disparu depuis.

## Patrimoine ferroviaire

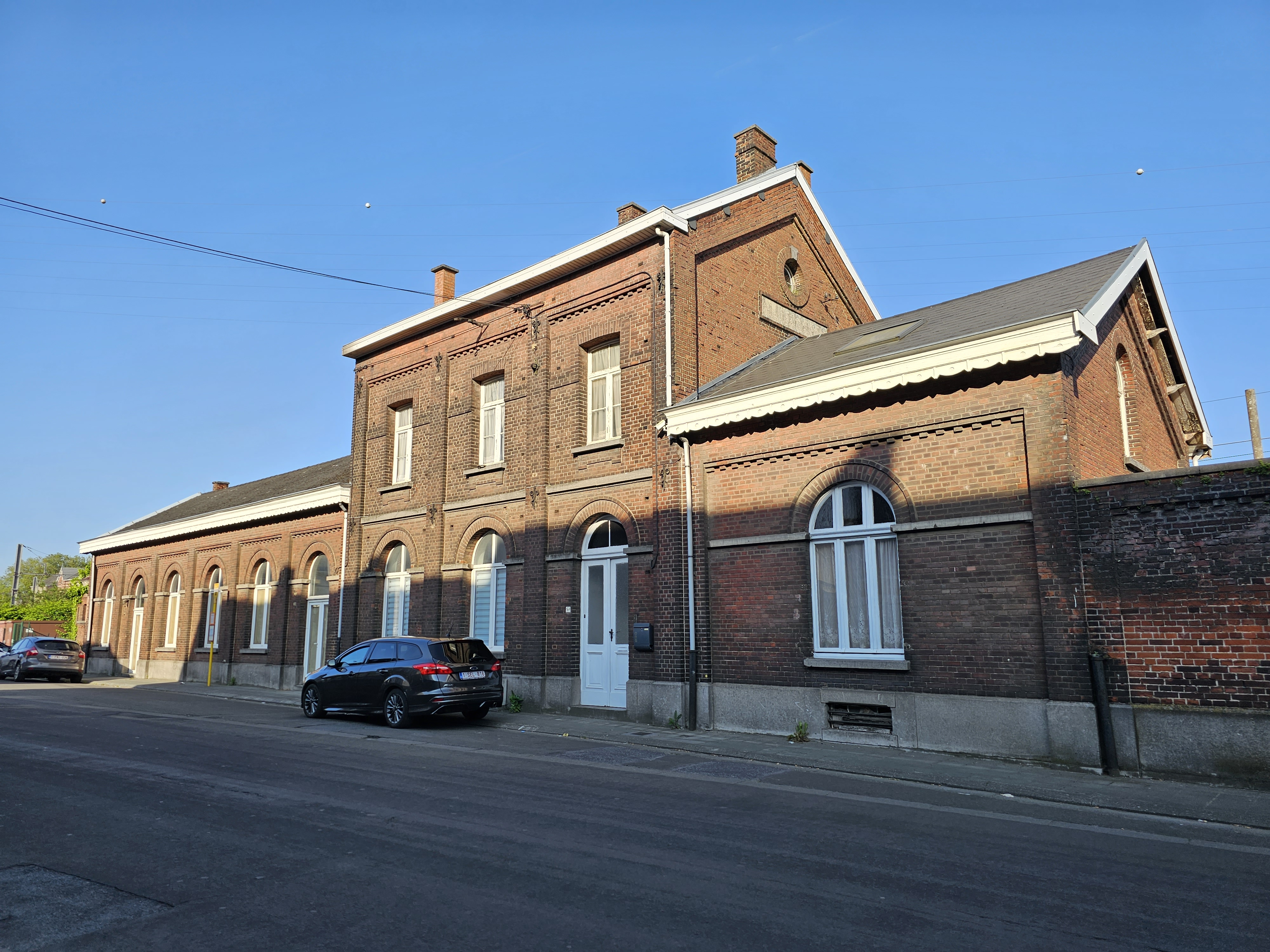
Le bâtiment de la gare en 2023.

Le bâtiment, construit à la fin du XXe siècle, existe toujours à l'heure actuelle. Il s'agit à l'origine d'une gare plan type 1895 dotée d'une aile de six travées contenant notamment la salle d'attente. L'appartement du chef de gare est prolongé une aile plus courte avec un second niveau en mezzanine, puis une courte extension enserrant une cour.
Le bâtiment précédent (d'un volume de 118,69 m2) exerçait les fonctions de gare de la Croyère depuis 1881. Il avait la particularité d'être l'ancien bâtiment de la gare de Bascoup-Chapelle, démonté et reconstruit à La Croyère en même temps que son pavillon des latrines (avis-conditions du 6 septembre 1880). La halle à marchandises date également de 1880 mais était une construction neuve.
Un abri de quai, désormais en ruine, est implanté sur le quai opposé. Cette construction en briques se caractérisant par un fronton central et des baies doubles aux murs-pignons est semblable à d'autres abris bâtis à partir des années 1860.